# Snickesnackarn
Snickesnackarn är en svensk TV-serie för barn från 2014 i tio delar som visas på Barnkanalen. Serien är skapad av Carl Englén från Klungan och Henrik Oja har producerat och gjort musiken.

## Handling
Serien handlar om en blyg man som heter snickesnackarn. Han är så blyg att han inte vågar prata med någon. Åtminstone inte utomhus. Men han hittar på fiffiga saker för att kommunicera på andra sätt.

## Rollista
- Ulf Eklund – Snickesnackarn
- Ewa Fröling – Gunilla
- Shima Niavarani - Korsordslexikon